# Saving Private Ryan
Saving Private Ryan er en prisbelønnet amerikansk krigsfilm fra 1998 instrueret af Steven Spielberg og skrevet af Robert Rodat. Handlingen finder sted under 2. verdenskrig og filmen er især kendt for intensiteten i de første 25 minutter, som omhandler landgangen på Omaha Beach på D-Dagen. Dernæst tager filmen en mere fiktiv drejning og fortæller historien om eftersøgningen af en menig faldskærmssoldat fra amerikanske 101st Airborne Division, som dog er baseret på en sand historie.
Filmen blev nomineret til 11 Oscars og vandt 5 af dem.
Spielberg fulgte kort efter sin interesse i befrielsen af Europa og skildrede denne i TV miniserien Kammerater i krig, som han producerede sammen med Tom Hanks.

## Handling
Historien følger en gruppe fra US Army Rangers fra D-Dags invasionen af Omaha Beach i Normandiet den 6. juni 1944 til deres forsvar af en strategisk bro i den fiktive franske by Ramelle ved floden Merderet. Filmen begynder med en scenisk genskabelse, da de første tropper rammer stranden på Omaha Beach. Under kampen leder Kaptajn John Miller en gruppe mænd gennem de tyske forsvarsstillinger og erobrer succesfuldt højderne ud mod stranden.
Herefter skifter historien til det amerikanske forsvarsministeriums kontorer, hvor tusinder af breve vedrørende familiers tab af sønner som soldater bliver skrevet og leveret. Det bliver opdaget, at tre ud af fire brødre fra Ryan-familien alle er døde i løbet af få dage, og at moderen vil modtage brevene om det samme dag. Den fjerde søns – James Francis Ryan, som er faldskærmssoldat og er sprunget ud over Frankrig under D-Dagen – skæbne er endnu ukendt. General George Marshall beordrer da han informeres om moderens tab, at han skal findes og hjemsendes øjeblikkeligt.
Atter vender historien tilbage til Europa, hvor Miller samler en gruppe bestående af sine otte bedste mænd, som skal finde Ryan og få ham tilbage i sikkerhed. Resten af filmen dramatiserer hvorledes gruppen kæmper sig gennem forskellige situationer og til sidst finder Ryan, som uventet ikke vil hjem.
Han begrunder det med, at hans kammerater har kæmpet lige så hårdt som han selv, og at han vil blive og kæmpe sammen med de eneste brødre, han nu har tilbage – en sammensat enhed, som en oberst forinden har samlet med henblik på at forsvare én af de sidste intakte broer i området mod tyskerne, indtil allierede forstærkninger når frem. Hvis tyskerne får kontrol over broen, vil det besværliggøre den allierede fremrykning voldsomt.
Miller beslutter sig for at forstærke stillingen med sine folk, og en nådesløs kamp mod en overlegen tysk styrke viser sig at være i vente. I sidste øjeblik, hvor alt synes tabt, indfinder forstærkningerne sig i form af P-51 Mustang jagerbombere, kampvognsenheder og infanteri...dog ikke tids nok til at redde Millers liv.
Ryan vender hjem til staterne uskadt, så missionen lykkedes trods alt...og nåede i 11. time at få en – for gruppen – mere meningsfyldt begrundelse end "blot" at redde én mands liv.

## Medvirkende
- Tom Hanks : Kaptajn John Miller
- Tom Sizemore : Sergent Horvath
- Matt Damon : Menig James Ryan
- Edward Burns : Menig Reiben
- Jeremy Davies : Korporal Upham
- Harrison Young : Ryan som gammel
- Barry Pepper : Daniel Jackson
- Adam Goldberg : Menig Mellish
- Vin Diesel : Menig Adrian Caparzo
- Ted Danson : Kaptajn Fred Hamill
- Paul Giamatti : Sergent William Hill
- Giovanni Ribisi : Irwin Wade

## Produktion
- Instruktør: Steven Spielberg
- Producer: Ian Bryce, Mark Gordon og Gary Levisohn
- Manuskript: Robert Rodat
- Fotografi: Janusz Kaminski
- Musik: John Williams
- Produceret: 1998 af Paramount Pictures
- Film lokaliteter: Normandy American Cemetery and Memorial: Første og sidste scene i filmen – Hatfield, Hertfordshire – Curracloe, Wexford, Irland: D-Dag scenen